# Shinobi (jogo eletrônico)
Shinobi (忍) é um jogo de ação side-scrolling produzido pela Sega originalmente lançado para os arcades em 1987. Em Shinobi, o jogador controla um ninja nos dias modernos chamado Joe Musashi que tem que parar uma organização terrorista chamada Zeed que está sequestrando seus alunos de seu clã. Shinobi foi posteriormente adaptado pela Sega para o seu console Master System, seguido de conversões licenciadas para outras plataformas, como o PC Engine e vários computadores domésticos, além de versões emuladas para download do jogo arcade original para o Wii e Xbox 360. O sucesso de Shinobi inspirou o desenvolvimento de várias sequências e spin-offs da série Shinobi.

## Jogabilidade
Os controles de Shinobi consistem em um joystick de oito direções e três botões de ação para atacar, pular e usar técnicas de ninjutsu (também chamadas de "magia ninja" no jogo). Além da caminhada padrão, o jogador pode executar uma caminhada agachada pressionando o joystick diagonalmente para baixo. O jogador pode pular para andares mais altos ou mais baixos pressionando o botão de pulo enquanto segura o joystick para cima ou para baixo. As armas padrão do protagonista Joe Musashi são um suprimento ilimitado de shurikens, junto com socos e chutes ao atacar de perto. Resgatar certos reféns em cada fase concederá a ele uma atualização de ataque. Quando aprimorado, suas shurikens são substituídas por uma arma que dispara balas grandes e explosivas, e seu ataque a curta distância torna-se uma espada katana. As técnicas de ninjutsu de Musashi só podem ser usadas uma vez por fase e irão limpar a tela de todos os inimigos, ou no caso de chefes inimigos, infringi-los bastante dano. Existem três técnicas de ninjutsu no jogo (uma tempestade, um tornado e um ataque de doppelganger) que variam dependendo da fase, embora o efeito seja o mesmo, não importando qual técnica Musashi usa (somente a animação muda).
Personagens inimigos incluem punks, mercenários, vários tipos de ninjas vestidos de cores diferentes e os espadachins mongóis que estão guardando cada refém. Musashi pode esbarrar na maioria dos inimigos sem dano e só pode ser morto se for atingido pelo ataque de um inimigo (como um soco ou uma facada), for atingido por um projétil ou cair em um buraco sem fundo. Quando isso acontece, o jogador irá reiniciar a fase desde o início, embora os reféns que já foram salvos não precisem ser resgatados novamente. Quando o jogador fica sem vida, ele pode inserir moedas adicionais e apertar START para continuar o jogo. Esta opção não está disponível durante a missão final. O jogador tem um limite de tempo de três minutos para completar cada etapa. Os pontos bônus são concedidos com base na rapidez com que o jogador limpa a fase, além de bônus adicionais se o jogador passar pela fase sem usar uma técnica de ninjutsu (exceto no quinto nível/missão) ou usando apenas ataques corpo a corpo (curto alcance) (isto é, espada, socos ou pontapés, mas não shurikens ou balas). Vidas extras são concedidas através da obtenção de certas pontuações, completando a rodada de bônus, ou quando resgatar um refém especial.
Entre as missões, o jogador participa de uma rodada de bônus jogada a partir de uma perspectiva em primeira pessoa, onde ele deve jogar shurikens nos ninjas inimigos que chegam, sem permitir que nenhum deles chegue perto dele. Se o jogador completar com sucesso a rodada bônus, ele receberá uma vida extra.

## Enredo
O jogador controla um ninja moderno chamado Joe Musashi que tem que parar uma organização criminosa chamada "Zeed" que está sequestrando os filhos de seu clã ninja. Através de cinco missões (consistindo de três etapas na primeira missão e quatro fases no restante), Musashi deve chegar à sede de Zeed e libertar todos os reféns nos dois ou três primeiros estágios antes de confrontar o chefe na fase final do torneio. cada missão. No início de cada missão, o jogador é mostrado seu objetivo, seguido por um arquivo contendo uma fotografia do chefe inimigo e uma exibição de mapa identificando a localização do próximo estágio.

## Versões domésticas

### Master System
A Sega produziu sua própria versão doméstica de Shinobi para seu console de jogo Master System. Foi lançado no Japão em 19 de junho de 1988, com lançamentos subsequentes na América do Norte e Europa. Algumas das mecânicas de jogo da versão coin-op original foram alteradas para esta versão. Em vez das mortes de um só golpe do jogo arcade, o jogador agora tem um medidor de saúde que permite que Musashi sofra mais danos antes de perder uma vida, por outro lado, agora ao tocar um inimigo faz com que Musashi perca saúde.
Enquanto o jogador ainda resgata reféns nesta versão, agora é uma tarefa opcional e não obrigatória para completar o jogo. No entanto, o resgate de reféns permite que o jogador atualize suas armas de curto e de longo alcance, além de aumentar seu medidor de saúde máximo ou restaurá-lo. Além disso, resgatar certos reféns é um requisito para acessar as fases bônus do jogo, que agora ocorrem após as fases regulares, em vez de cada luta de chefe. As habilidades do ninjutsu são obtidas agora ao completar estas fases bônus e o jogador pode ter até quatro no estoque. O método de entrada para realizar essas artes ninja também é diferente. O jogador pode usar entre três diferentes armas de curto alcance (além dos socos e chutes padrão), quatro armas de longo alcance (incluindo uma atualização para os shurikens padrão) e seis magias de ninjutsu.
Em outubro de 1993, A Atari Corporation entrou com uma ação contra a Sega por uma suposta violação de uma patente originalmente criada pela Atari Corp. na década de 1980, com a primeira buscando uma liminar para parar a fabricação, uso e vendas de hardware e software para Sega Mega Drive e Game Gear. Em 28 de setembro de 1994, ambas as partes chegaram a um acordo no qual envolvia um acordo de licenciamento cruzado para publicar até cinco títulos por ano em todos os seus sistemas até 2001. A versão Master System de Shinobi foi um dos cinco primeiros títulos aprovados pela Sega para ser convertido para o Atari Jaguar, mas nunca foi lançado.

### Computadores domésticos
Em 1989, portes de Shinobi foram lançados para o Amiga, Atari ST, Commodore 64, Amstrad CPC e o ZX Spectrum. Todas as cinco conversões foram desenvolvidas pela The Sales Curve e publicadas pela Virgin Mastertronic na Europa e pela Sega na América do Norte (com exceção das versões Amstrad e Spectrum). Uma versão do IBM PC também foi lançada na América do Norte pela Sega, desenvolvida pela Micromosaics Inc.

### PC Engine
Uma versão para o PC Engine foi lançada exclusivamente no Japão pela Asmik em 8 de dezembro de 1989. Os gráficos e a mecânica de jogo da versão do PC Engine são similares aos da versão arcade, mas os ataques de curto alcance e os power-ups estão faltando e não há as rodadas bônus (vidas extras são dadas por uma certa quantidade de pontos). Embora não exista medidor de vida, o limite de tempo para finalizar cada estágio da versão arcade foi removido. Missão 2 também é completamente omitida e todas as missões subsequentes são renumeradas como resultado.

### Nintendo Entertainment System
A versão do Nintendo Entertainment System de Shinobi foi lançada pela Tengen exclusivamente na América do Norte como uma versão sem licença em 1989. As mecânicas de jogo são baseadas na versão do Master System. No entanto, Tengen removeu todas as armas de curto alcance (a espada, o nunchaku e a corrente) e as granadas. Apenas os socos básicos, chutes, punhais e pistola foram mantidos. Ao contrário da versão do Master System, o jogador só pode disparar uma shuriken, uma adaga ou uma bala na tela ao mesmo tempo, mesmo depois de obter power-ups. No entanto, o estoque máximo de habilidades do ninjutsu foi aumentado para cinco. Todos as fases de rolagem vertical (como a Missão 2-2 e Missão 3-2) foram reprojetadas em fases de rolagem horizontal.

### Wii e Xbox 360
A versão original está disponível como um título para download no Virtual Console do Wii e no serviço Live Arcade do Xbox 360. Embora ambos os lançamentos sejam emulados a partir do código do jogo arcade, pequenas modificações gráficas foram feitas devido a problemas de licenciamento.
Um dos grunhidos inimigos no segundo estágio da Missão 1, um ninja que se parece muito com a personagem dos quadrinhos Homem-Aranha, originalmente usava uma roupa azul e uma máscara com luvas e botas vermelhas, que estava muito perto do esquema de cores do Homem-Aranha. Nos lançamentos de Wii e Xbox 360, seu esquema de cores foi alterado para uma roupa verde e uma máscara com botas e luvas amarelas.

### Sonic's Ultimate Genesis Collection
Shinobi também é um jogo oculto na Sonic's Ultimate Genesis Collection para o PlayStation 3 e Xbox 360. Para acessá-lo, o jogador deve completar a primeira rodada de Shinobi III: Return of the Ninja Master, sem usar uma continuação. Embora a versão incluída na compilação fosse também uma emulação do jogo arcade, as mudanças gráficas que foram feitas nas versões do Virtual Console e do Xbox Live Arcade não foram feitas nesta compilação.

## Recepção
O porte de Shinobi da Sega para o Master System recebeu elogios da crítica em geral, incluindo ser premiado com 4 de 5 estrelas na Dragon. A análise da Classic Game Room do jogo no Master System refletiu a visão de que o jogo é um clássico, embora menos clássico do que a sequência de 16 bits The Revenge of Shinobi.

## Sequências e jogos relacionados
Em 1989, a Sega lançou uma continuação chamada The Revenge of Shinobi como um dos primeiros títulos do seu novo console Sega Mega Drive. No Japão, este jogo foi chamado The Super Shinobi. Uma sequência de arcade chamada Shadow Dancer também foi lançada em 1989. O Shadow Dancer mantém a mesma jogabilidade do original, mas dá ao personagem principal um companheiro canino.
Outras sequências de Shinobi também apareceram para o Game Gear, Mega Drive, Sega Saturn, PlayStation 2 e o Nintendo 3DS. Alex Kidd in Shinobi World é uma paródia de Shinobi com o ex-mascote da Sega Alex Kidd como o personagem principal, lançado para o Master System em 1990.